# The Mysteries
The Mysteries je studiové album amerického hudebního skladatele Johna Zorna, vydané v březnu 2013 prostřednictvím vydavatelství Tzadik Records. Všech devět skladeb bylo nahráno v prosinci 2012 v New Yorku. Interpretace skladeb se ujal vibrafonista Kenny Wollesen, kytarista Bill Frisell a harfistka Carol Emanuel.

## Seznam skladeb
Autorem všech skladeb je John Zorn.
| Pořadí | Název                 | Délka |
| ------ | --------------------- | ----- |
| 1.     | Sacred Oracle         | 5:35  |
| 2.     | Hymn of the Naassenes | 5:05  |
| 3.     | Dance of Sappho       | 4:05  |
| 4.     | The Bacchanalia       | 2:56  |
| 5.     | Consolamentum         | 5:48  |
| 6.     | Ode to the Cathars    | 6:55  |
| 7.     | Apollo                | 3:27  |
| 8.     | Yaldabaoth            | 3:54  |
| 9.     | The Nymphs            | 10:47 |

## Obsazení
- Carol Emanuel – harfa
- Bill Frisell – kytara
- Kenny Wollesen – vibrafon, zvony